# Alain Clément Amiezi
Alain Clément Amiezi (ur. 28 września 1970 w Dimbokro) – duchowny katolicki z Wybrzeża Kości Słoniowej, biskup Odienné od 2022.

## Życiorys

### Prezbiterat
Święcenia kapłańskie otrzymał 1 maja 1999 i został inkardynowany do diecezji Bondoukou. Przez wiele lat pracował jako wykładowca w krajowych i diecezjalnych uczelniach wyższych. W 2011 został sekretarzem wykonawczym przy komisji doktrynalnej Konferencji Episkopatu Wybrzeża Kości Słoniowej. W 2021 objął probostwo w parafii katedralnej.

### Episkopat
30 czerwca 2022 papież Franciszek mianował do biskupem ordynariuszem diecezji Odienné. Sakry udzielił mu 24 września 2022 arcybiskup Ignace Bessi Dogbo.